# Воробйов Юрій Леонідович
Воробйов Юрій Леонідович (16 листопада 1937, Одеса, Україна — 28 жовтня 2010, Одеса) — український науковець, видатний послідовник Південної наукової школи з теорії корабля та гідромеханіки, ректор Одеського інституту інженерів морського флоту  — Одеського  національного морського університету (1989—2003), радник ректора Одеського національного морського університету (2003—2010), керівник Південного наукового центру Транспортної Академії України (1994—2003), завідувач кафедри «Теорія і проектування корабля» Одеського інституту інженерів морського флоту — Одеського національного морського університету (1976—2010), Академік Транспортної академії України (1992), доктор технічних наук (1984), професор (1985).
Віце-президент Транспортної академії України, керівник її Південного наукового центру (1992), Дійсний член Британського Королівського товариства кораблебудівників (1993), Академік Академії наук вищої школи України (1995), Віце-президент Академії суднобудівних наук України (1996), Голова Одеської федерації вітрильного спорту (1997—2010), Академік Академії наук історії і філософії природничих та технічних наук (2000).
Нагороджений відзнакою Міністерства освіти і науки України  «Відмінник освіти України» (1997), Почесним знаком «Заслужений працівник народної освіти України» (1999), Почесним знаком «Почесний працівник транспорту України» (2002), Почесною відзнакою «Заслужений діяч Транспортної Академії України» (2002), Почесним знаком «Почесний працівник морського і річкового транспорту» (2007), Почесною відзнакою Одеської Обласної ради (2007)

## Біографія
Воробйов Ю. Л. народився 16.11.1937 р. у родині військовослужбовця у м. Одесі. У 1960 році з відзнакою закінчив кораблебудівний факультет Одеського інституту інженерів морського флоту (з 2002 р. Одеський національний морський університет), отримав кваліфікацію інженера-кораблебудівника. Після недовгочасної роботи в якості майстра корпусного цеху на судноремонтному заводі № 490 Мінморфлоту у м. Іллічівськ, перейшов на роботу інженером науково-дослідного сектору Одеського інституту інженерів морського флоту та з того часу зв'язав своє життя з рідним інститутом. Науковий співробітник, аспірант, асистент кафедри теорії корабля, у 1966 році успішно захистив кандидатську дисертацію по спеціальності 05.08.01 — «Теорія корабля» на тему «Аналітичне дослідження та способи розрахунку суден при руху на глибокій воді та мілководдю». У 1968 році Ю. Л. Воробйов затверджується у вченому званні доцента кафедри теорії корабля, а у 1976 році він призначається завідувачем цієї кафедри. В цей період сформувався науковий напрям в гідродинаміці судна, визнаним керівником якого є Воробйов Ю. Л. Зазначений напрямок характеризується поглибленою розробкою актуальних проблем морехідкості транспортних суден на основі широкого застосування новітніх математичних технологій та  обчислювальних можливостей сучасних комп'ютерних технологій і орієнтованих на підвищення безпеки плавання суден, ефективності експлуатації флоту й портів. Успішним захистом у 1984 році докторської дисертації «Асимптотична теорія качки» та затвердженням у 1985 році у вченому званні професора кафедри теорія корабля, Ю. Л. Воробйов підводить переконливий підсумок формування свого наукового напряму. Активна розробка проблем в гідродинаміці судна виконується проф. Воробйовим Ю. Л. та його чисельними вихованцями та учнями.

## Наукова діяльність
Воробйов Ю. Л. в якості наукового керівника аспірантів та здобувачів підготував двадцять шість кандидатів наук.  Воробйовим Ю. Л. опубліковано більш 250 статей в наукових журналах, видано декілька монографій та навчальних посібників.
Очолював Спеціалізовану Раду Д 41.060.01 по захисту кандидатських та докторських дисертацій по напрямкам «Теорія корабля», «Підвалини та фундаменти», «Управління проектами та програмами», «Транспортні системи».
Воробйов Ю. Л. з травня 1989 року до травня 2003 року очолював Одеський інститут інженерів морського флоту (з 2002 р. Одеський національний морський університет) в якості ректора. Під керівництвом Ю. Л. Воробйова інститут, який вів підготовку з 6  спеціальностей, піднявся до рівня морського технічного університету, а у 2002 році отримав високий статус національного університету з 12 спеціальностями підготовки.
Воробйов Ю. Л.  з 2003 р. по 2010 р. радник ректора та завідувач кафедри теорії та проектування корабля Одеського національного морського університету.
Неодноразово обирався депутатом Одеської міської ради. У 2002 році Ю. Л. Воробйов став «Одеситом року» за номінацією «Інтелект Одеси».
Помер 28 жовтня 2010 року, похований на Другому Християнському кладовище у місті Одеса.